# 建国記念日

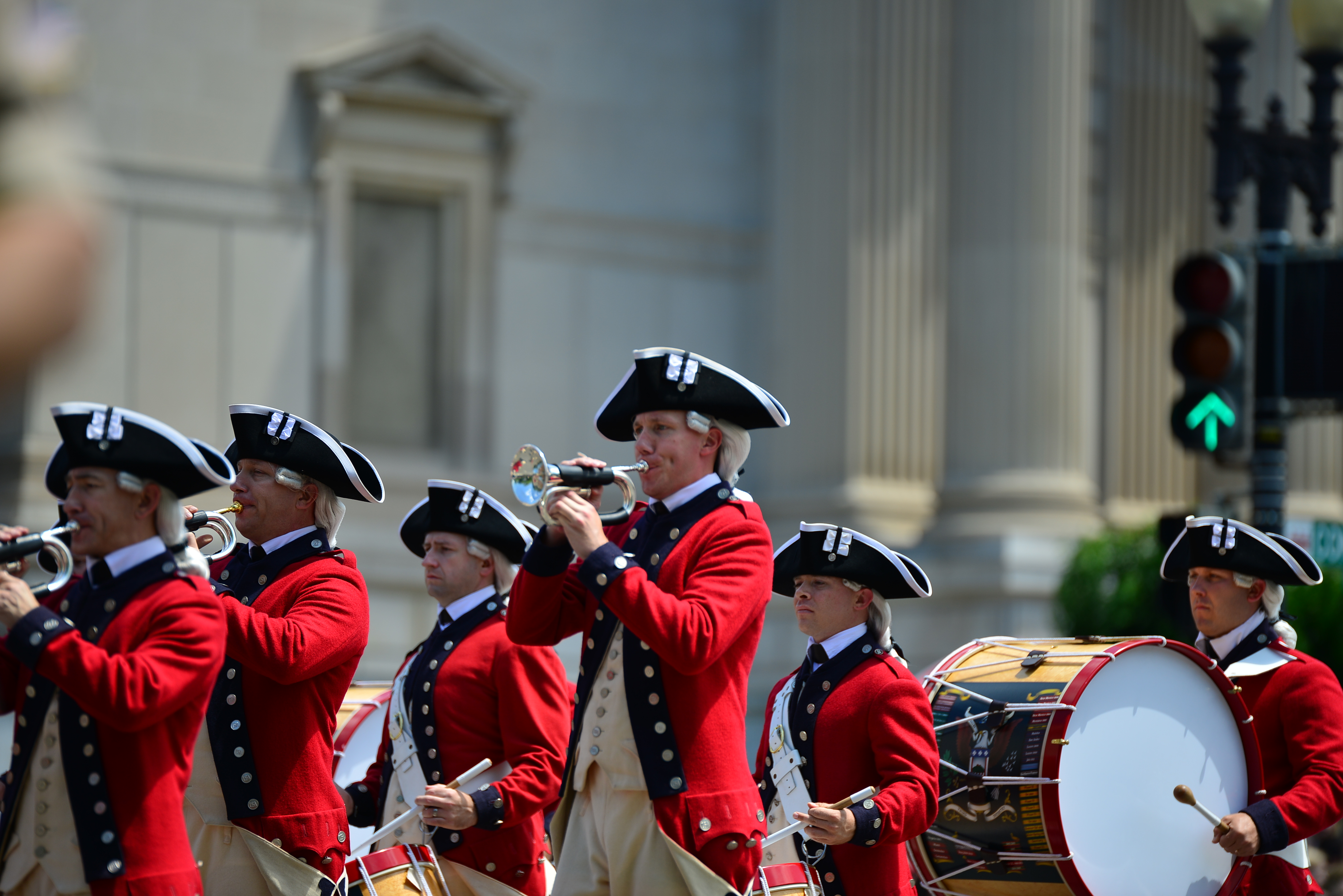
アメリカ独立記念日を祝うパレード

建国記念日（けんこくきねんび）とは、世界各国に見られる、国家が独立や連邦の構成などによって成り立ったことを記念する日の総称である。各々の国で祝日とされることが多い。

## 概要

世界各国を建国記念日の由来ごとに分類した地図。水色は独立によるもの、緑色は合併や革命によるもの、赤色はその他の由来によるもの。黒色は建国記念日がない国。

何をもって建国の日付とするかは国家により様々であり、祝日の名称も各国で異なる。例えば、他国家からの分離・独立によって成り立った国では独立記念日（どくりつきねんび、英語：Independence Day、インデペンデンス・デイ）が建国記念日に相当する。複数の国や地域が合併したり連邦を構成することによって成り立った国は、一般にその日付を建国記念日としている。
実際の建国日が明確でない国の場合、国家の成り立ちにとって重要な何らかの出来事のあった日をもって建国を記念する日に代える例が見られる。神話が用いられることがある。日本では建国神話、すなわち日本神話の登場人物で古事記や日本書紀で初代天皇とされる神武天皇の即位日（紀元前660年1月1日 (旧暦)）より、その即位月日を明治期に新暦で推定した2月11日を「建国記念の日」とした。
世界中の多くの国で建国記念日が制定されているが、イギリスなど法律で定められた建国記念日がない国家も一部に存在する。
類似の概念として国家の日（英語：National Day）があり、建国記念日も国家の日の一種とみなされるが、国家の日は国家の成り立ちを記念する日とは限らない。

## 各国の建国記念日と名称
| 国名                                            | 月日                        | 名称                                                                            | 由来 |
| ----------------------------------------------- | --------------------------- | ------------------------------------------------------------------------------- | --- |
| アイスランド                                    | 6月17日                     |                                                                                 | 1944年デンマークの支配下で自治権獲得活動をリードしたヨン・シグルズソンの誕生日 |
| アイルランド                                    | 1月26日                     | 独立記念日                                                                      | |
| アゼルバイジャン                                | 10月18日                    | 独立回復の日                                                                    | 1991年、ソビエト連邦に対する主権宣言を行った日 |
| アフガニスタン                                  | 8月19日                     |                                                                                 | 1919年、旧宗主国イギリスとの間で独立に関する条約が結ばれた日 |
| アメリカ合衆国                                  | 7月4日                      | 独立記念日 Independence Day                                                     | 1776年、大陸会議でアメリカ独立宣言が署名された日 |
| アラブ首長国連邦                                | 12月2日                     | 連邦結成記念日                                                                  | 1972年、領土問題のあったラアスアルハイマが連邦に加入した日 |
| アルバニア                                      | 11月29日                    | 解放記念日                                                                      | 1944年、イタリア軍からの解放を宣言した日 |
| アルメニア                                      | 9月21日                     | 独立の日                                                                        | 1991年、ソビエト連邦に対して主権宣言を実行した日で、この日は十字架挙栄祭の開催日でもある |
| アルゼンチン                                    | 7月9日                      | 独立宣言の日                                                                    | 1816年、スペインから独立した日 |
| アンゴラ                                        | 11月11日                    | 国祭日                                                                          | 1975年、ポルトガルからの独立を宣言した日 |
| イエメン                                        | 9月26日                     | 革命記念日                                                                      | 1962年の革命記念日、翌日共和制移行 |
| イスラエル                                      | ユダヤ暦イヤル（Iyar）月5日 | 独立記念日                                                                      | 1948年5月14日（ユダヤ暦5708年イヤル月5日）、イギリスより独立宣言 独立記念日はユダヤ暦で迎えるため、西暦に換算すると年ごとに日にちが変わる                                                    |
| イタリア                                        | 6月2日                      | 共和国記念日 Festa della Repubblica                                             | 1946年、国民投票により王制から共和制に移行 |
| イラク                                          | 7月14日                     | 共和国記念日                                                                    | 1958年、7月14日革命により王制が打倒され、共和制が樹立された日 |
| イラク                                          | 7月17日                     | 平和革命記念日                                                                  | 1968年7月17日革命によってバアス党が政権を取った日 |
| イラン                                          | 2月11日                     | イスラム革命記念日                                                              | 1979年、イラン・イスラム革命により革命側が政権を掌握した日 |
| インド                                          | 8月15日                     | 独立記念日                                                                      | 1947年、イギリスから独立（パキスタンとの分離独立）した日 |
| インドネシア                                    | 8月17日                     | 独立記念日                                                                      | 1945年、日本の敗戦によって統治権が旧宗主国のオランダに返還されることを阻止するため、独立を宣言した日                                                                                         |
| ウクライナ                                      | 8月24日                     | 独立記念日                                                                      | 1991年、ソ連崩壊で独立を宣言した日 |
| ウズベキスタン                                  | 9月1日                      | 独立記念日                                                                      | 1991年、ソ連崩壊で独立を宣言した日 |
| ウルグアイ                                      | 8月25日                     | 独立記念日                                                                      | 1825年、ブラジルから分離独立した日 |
| エジプト                                        | 7月23日                     | 革命記念日                                                                      | 1952年の革命記念日 |
| エクアドル                                      | 8月10日                     | 独立記念日                                                                      | 1822年、スペインから独立した日 |
| エストニア                                      | 2月24日                     | 独立記念日                                                                      | 1918年、ソビエト連邦から独立した日 |
| エリトリア                                      | 5月24日                     | 独立記念日                                                                      | 1991年、エリトリア臨時政府が樹立された日 |
| エルサルバドル                                  | 9月15日                     | 独立記念日                                                                      | 1821年、スペインから独立した日 |
| オーストラリア                                  | 1月26日                     | オーストラリアの日 Australia Day                                                | 1788年、最初の移民団がシドニー湾から上陸した日であり、建国記念日とはされていない |
| オーストリア                                    | 10月26日                    | 建国記念日 Nationalfeiertag                                                     | 1955年、永世中立国を宣言した日 |
| オランダ                                        | 7月26日                     |                                                                                 | 1581年、ユトレヒト同盟参加の北部7州による連邦議会でスペイン王フェリペ2世の統治権を否認する布告を出した日であるが、建国記念日ではない また、国家の成立の関係上、正式な建国日は不明である      |
| ガーナ                                          | 3月6日                      | 独立記念日                                                                      | 1957年、イギリスから独立した日 |
| ガイアナ                                        | 2月23日                     | マシュラマニ Mashramani                                                         | 1970年、共和制に移行した日 |
| ガイアナ                                        | 5月26日                     | 独立記念日                                                                      | 1966年イギリスから独立した日 |
| カザフスタン                                    | 12月16日                    | 独立記念日                                                                      | 1991年、ソ連に対し主権宣言を採択した日 |
| カナダ                                          | 7月1日                      | カナダの日 Canada Day                                                           | 1867年、イギリスから自治権を獲得した日（建国記念日） |
| カンボジア                                      | 11月9日                     | 独立記念日                                                                      | 1953年、フランスから独立した日 |
| キプロス                                        | 10月1日                     | 独立記念日                                                                      | 1960年、共和制国家として独立した日 |
| キューバ                                        | 1月1日                      | 解放記念日                                                                      | 1959年、キューバ革命を達成した日 |
| ギリシャ                                        | 10月28日                    | 参戦記念日                                                                      | 1940年、第二次世界大戦への参戦表明日 第一次大戦（欧州戦線）には中立体制維持を理由に参戦していなかったが、1940年の当日に第二次大戦（欧州戦線）への参戦を表明 ギリシアによる参戦記念日を参照。 |
| キルギス                                        | 8月31日                     | 独立記念日                                                                      | 1991年、ソ連に対し主権宣言を採択した日 |
| グアテマラ                                      | 9月15日                     | 独立記念日                                                                      | 1821年。スペインから独立した日 |
| ケニア                                          | 12月12日                    | 独立記念日                                                                      | 1963年、イギリスから独立した日 |
| コートジボワール                                | 8月7日                      | 独立記念日                                                                      | 1960年、フランスから独立した日 |
| コスタリカ                                      | 9月15日                     | 独立記念日                                                                      | 1821年、スペインから独立した日 |
| コロンビア                                      | 7月20日                     | 独立記念日                                                                      | 1810年、スペインから独立した日 |
| サウジアラビア                                  | 9月23日                     | 建国記念日                                                                      | 1932年、アラビア半島の大部分を占める主要4地域により統一国家として建国 |
| サモア                                          | 6月1日                      | 独立記念日                                                                      | 1962年独立 ただし、史実上では1月1日に独立しているため、正式な独立記念日ではない |
| ザンビア                                        | 10月24日                    | 独立記念日                                                                      | 1964年、イギリスから独立した日 |
| ジョージア                                      | 5月26日                     | 独立記念日                                                                      | 1918年に「グルジア民主共和国」として独立を宣言した日で、ソ連から独立した際（1991年4月9日）の祝日と別になっている                                                                             |
| シリア                                          | 3月8日                      | 3月8日革命記念日                                                                | 1963年、3月8日革命でバアス党が政権党となった日 |
| シリア                                          | 4月17日                     | 独立記念日                                                                      | 1947年、フランス軍がシリアから完全撤退した日 |
| シンガポール                                    | 8月9日                      | 独立記念日                                                                      | 1965年、マレーシア連邦から分離独立した日 |
| ジンバブエ                                      | 4月18日                     | 独立記念日                                                                      | 1980年、ジンバブエとして正式に独立した日 |
| スイス                                          | 8月1日                      | 建国記念日                                                                      | 1291年、スイス誓約同盟が締結された日 |
| スウェーデン                                    | 6月6日                      | 建国記念日                                                                      | 1523年、カルマル同盟から離脱した日 |
| スーダン                                        | 1月1日                      | 独立記念日                                                                      | 1956年、イギリス・エジプト両国の統治下から独立した日 |
| スリランカ                                      | 2月4日                      | 独立記念日                                                                      | 1948年。イギリスから独立した日 |
| エスワティニ                                    | 9月6日                      | 独立記念日                                                                      | 1968年、イギリス保護領から独立した日 |
| セネガル                                        | 4月4日                      | 独立記念日                                                                      | 1960年、フランスから独立した日 |
| タイ王国                                        | 6月24日                     | 革命記念日                                                                      | 1932年、絶対王政から立憲政治に移行した日で、タイ民主（立憲）革命の記念日。 |
| 大韓民国                                        | 8月15日                     | 光復節                                                                          | 1945年、大日本帝国政府によるポツダム宣言受諾により日本の統治から朝鮮が解放（光復）された日                                                                                                   |
| 大韓民国                                        | 10月3日                     | 開天節                                                                          | 紀元前2333年、朝鮮民族の建国神話で檀君が古朝鮮王国（檀君朝鮮）を建国したとされる日 |
| タジキスタン                                    | 9月9日                      | 独立記念日                                                                      | 1991年、ソ連から独立した日 |
| タンザニア                                      | 4月26日                     | 連合記念日                                                                      | 1964年、それぞれ単一国家だったタンガニーカ・ザンジバル両国が合邦した日 |
| 中華人民共和国                                  | 10月1日                     | 国慶節                                                                          | 1949年、毛沢東が天安門で新中国の建国を宣言した日 |
| 中華民国                                        | 1月1日                      | 開国紀念日                                                                      | 1912年、孫文が南京で中華民国の建国を宣言した日 |
| チェコ                                          | 10月28日                    | 建国記念日 Den vzniku samostatného československého státu                       | 1918年、チェコスロバキア建国の日 |
| 北朝鮮                                          | 9月9日                      | 共和国創建記念日                                                                | 1948年、朝鮮民主主義人民共和国建国が宣布された日 |
| デンマーク                                      | 6月5日                      | 憲法日 Grundlovsdag                                                             | 1849年、立憲君主政になった日 |
| ドイツ                                          | 10月3日                     | ドイツ統一の日 Tag der Deutschen Einheit                                        | 1990年、ドイツ連邦共和国とドイツ民主共和国が再統一した日 |
| ドミニカ共和国                                  | 2月27日                     | 独立記念日                                                                      | 1844年、ハイチから分離独立した日 |
| トルクメニスタン                                | 10月27日                    | 独立記念日                                                                      | 1991年、ソ連から独立した日 |
| トルコ                                          | 10月29日                    | 共和国宣言記念日                                                                | 1923年、正式に共和国となった日 |
| ナイジェリア                                    | 10月1日                     | ナショナルデー                                                                  | 1960年、イギリスから独立した日 |
| ナミビア                                        | 3月21日                     | 独立記念日                                                                      | 1990年、南アフリカから独立した日 |
| ニカラグア                                      | 9月15日                     | 独立記念日                                                                      | 1821年、スペインから独立した日 |
| 日本                                            | 2月11日                     | 建国記念の日（旧紀元節）                                                        | 紀元前660年、記紀における神武天皇が即位したとされる日（旧暦1月1日） |
| ノルウェー                                      | 5月17日                     | ナショナルデー （ノルウェー憲法記念日）                                         | 1814年、ノルウェー憲法が制定された日 |
| パキスタン                                      | 8月14日                     | 独立記念の日                                                                    | 1947年、イギリスから独立（インドとの分離独立）した日 |
| パナマ                                          | 10月11日                    | 独立記念日                                                                      | 1903年、新パナマ会社の分離独立派とルーズヴェルト政権によるニューヨーク会談が行われた日 |
| パラオ                                          | 10月1日                     | パラオ独立記念祭                                                                | 1994年、アメリカ合衆国の信託統治から独立した日 |
| ハンガリー                                      | 8月20日                     | 建国記念日                                                                      | 1000年、初代国王のイシュトヴァーン1世がハンガリー王国を建国したとされる日 |
| バングラデシュ                                  | 3月26日                     | 独立記念日                                                                      | 1971年、パキスタンからの分離独立を宣言した日 |
| フィリピン                                      | 6月12日                     | 独立記念日                                                                      | 1898年、革命軍の最高指導者アギナルド将軍が独立を宣言した日 |
| フィンランド                                    | 12月6日                     | 独立記念日                                                                      | 1917年、当時のフィンランド領邦議会により独立を宣言した日 |
| ブラジル                                        | 9月7日                      | 独立記念日 Dia da Independência do Brasil                                       | 1822年、ポルトガルからの独立を宣言した日 |
| フランス                                        | 7月14日                     | 国民祭典 Fête nationale （フランス革命記念日 日本では通称「パリ祭」と称される） | 1789年、バスティーユ牢獄襲撃・政治犯解放でフランス革命が始まった日 |
| ブルガリア                                      | 3月3日                      | 解放記念日                                                                      | 1878年、オスマン帝国からの独立を宣言した日 |
| ベトナム                                        | 9月2日                      | 国慶節                                                                          | 1945年、ホー・チ・ミンがフランス領インドシナからの独立を宣言（ベトナム独立宣言）した日 |
| ベネズエラ                                      | 7月5日                      | 独立調印記念日                                                                  | 1811年、スペインから独立した日 |
| ベラルーシ                                      | 7月3日                      | 独立記念日                                                                      | 1944年、首都ミンスクがドイツ軍から解放された日 |
| ベリーズ                                        | 9月21日                     | 独立記念日                                                                      | 1981年、イギリスから独立した日 |
| ペルー                                          | 7月28日                     | 独立記念日                                                                      | 1821年、スペインから独立した日 |
| ベルギー                                        | 7月21日                     | 建国記念日                                                                      | 1831年、レオポルド1世が初代国王に即位した日 |
| ポーランド （1945年 - 1989年）                  | 7月22日                     | ポーランド民族復活の祝日 Narodowe Święto Odrodzenia Polski                      | 1944年、ソ連の支援を受けたポーランド国民解放委員会が成立した日 |
| ポーランド · （1919年 - 1938年、 · 1989年以降） | 11月11日                    | 民族独立の祝日 Narodowe Święto Niepodległości                                   | 1918年、第一次世界大戦休戦によりロシア帝国から独立した日 |
| ボツワナ                                        | 9月30日                     | 独立記念日                                                                      | 1966年、イギリスから独立した日 |
| ボリビア                                        | 8月6日                      | 独立記念日                                                                      | 1825年スペインから独立した日 |
| ポルトガル                                      | 10月5日                     | 共和国記念日                                                                    | 1910年の革命記念日 |
| ホンジュラス                                    | 9月15日                     | 独立記念日                                                                      | 1821年、スペインから独立した日 |
| マラウイ                                        | 7月6日                      | 独立記念日                                                                      | 1964年。イギリスから独立した日 |
| マリ共和国                                      | 9月22日                     | 独立記念日                                                                      | 1960年、マリ連邦からセネガルが離脱したことにより単独で独立した日 |
| マレーシア                                      | 8月31日                     | 独立記念日                                                                      | 1957年、マラヤ連邦としてイギリスから独立した日 |
| ミクロネシア連邦                                | 11月3日                     | 独立記念日                                                                      | 1986年、アメリカの信託統治から独立した日 |
| 南アフリカ共和国                                | 5月31日                     | 独立記念日                                                                      | 1910年、イギリスから独立 |
| 南スーダン                                      | 7月8日                      | 独立記念日                                                                      | 2011年、スーダンから分離独立した日 |
| ミャンマー                                      | 1月4日                      | 独立記念日                                                                      | 1948年、イギリスから独立した日 |
| メキシコ                                        | 9月16日                     | 独立記念日                                                                      | 1810年、メキシコ独立革命が開始された日 |
| モーリシャス                                    | 3月12日                     | 独立記念日                                                                      | 1968年、イギリスから独立した日 |
| モルディブ                                      | 7月26日                     | 独立記念日                                                                      | 1965年、イギリスから独立した日 |
| モルドバ                                        | 8月27日                     | 独立記念日                                                                      | 1991年、ソビエト連邦に対する主権宣言を採択した日。 |
| モロッコ                                        | 11月18日                    | 独立記念日                                                                      | 1956年、フランスから独立した日（スペインからも一部飛地を除きおおむね併合） |
| モンゴル                                        | 11月26日                    | 独立記念日                                                                      | 1924年、中華民国から独立したモンゴルが社会主義国を宣言した日 |
| ヨルダン                                        | 5月25日                     | 独立記念日                                                                      | 1946年、イギリスの国連委任統治から独立した日 |
| ラオス                                          | 12月2日                     | 建国記念日                                                                      | 1974年の王政廃止宣言日 |
| ラトビア                                        | 11月18日                    | 独立記念日                                                                      | 1918年、ロシア帝国から独立した日 |
| リトアニア                                      | 7月6日                      | 建国記念日                                                                      | 1253年、初代リトアニア国王ミンダウガス戴冠の日 |
| リビア                                          | 10月23日                    | 解放記念日                                                                      | 2011年、カダフィ政権からの解放が宣言された日 |
| リビア                                          | 12月24日                    | 独立記念日                                                                      | 1951年、イタリア及びフランスから独立した日（カダフィ大佐の死去後、記念日に戻された） |
| リベリア                                        | 7月26日                     | 独立記念日                                                                      | 1847年、アメリカ合衆国から独立した日 |
| ルーマニア                                      | 12月1日                     | 統一記念日                                                                      | 1918年、トランシルヴァニアとの統一が成立した日 |
| ルワンダ                                        | 7月1日                      | 独立記念日                                                                      | 1962年、ベルギーから独立した日 |
| レソト                                          | 10月4日                     | 独立記念日                                                                      | 1966年、イギリスから独立した日 |
| ロシア                                          | 6月12日                     | 主権宣言記念日                                                                  | 1990年、ソビエト連邦からの独立を宣言した日 |